# Аршба, Мушни Тарашович
 Мушни Тарашович А́ршба (20 октября 1910 года — 19 января 1985 года) — председатель колхоза имени Сталина Очемчирского района Абхазской АССР, Грузинская ССР. Герой Социалистического Труда (3.5.1949).

## Биография
Родился 20 октября 1910 года в селе Ткварчели Сухумского округа Кутаисской губернии (ныне — в Ткварчельском районе Абхазии). Абхаз.
После окончания Очамчирского начального училища работал продавцом, затем заведующим сельским магазином. С началом в Грузинской ССР коллективизации сельского хозяйства в 1930 году он совместно с Тото Аршба и другими сельскими активистами участвовал в организации местных колхозов.
В 1936 году председатель ВЦИК СССР М. И. Калинин вручил ему Почётную грамоту, патефон и денежную премию.
В 1939 году Мушни Тарашович возглавил в родном селе Ткварчели Очемчирского района одно из хозяйств — колхоз имени Сталина, который производил все виды сельхозпродукции, обеспечивая его тружеников, выполнял плановые поставки государству.
По итогам работы в 1947 году восемь тружеников колхоза были удостоены звания Героя Социалистического Труда, семеро из них — за высокие урожаи кукурузы, а бригадир Аршба, Владимир Вартанович удостоен звания Героя Социалистического Труда за высокие урожаи табака.
В 1948 году колхоз имени Сталина получил урожай табака сорта «Самсун» № 27 16,5 центнера с гектара на площади 12 гектаров.
Указом Президиума Верховного Совета СССР от 3 мая 1949 года за получение высоких урожаев кукурузы и табака в 1948 году Аршба Мушни Тарашовичу присвоено звание Героя Социалистического Труда с вручением ордена Ленина и золотой медали «Серп и Молот».
Этим же указом высокого звания был удостоен и передовой бригадир табаководов Гидж Догуа.
В последующие годы Аршба продолжал работать в колхозе имени Сталина (позже переименованном в колхоз имени Ленина), а его колхоз получал высокие урожаи табака и зелёного чая.
Неоднократный участник Выставки достижений народного хозяйства (ВДНХ).
С 1969 года Мушни Аршба работал председателем Ткварчельского сельского Совета депутатов трудящихся, с 1975 года, уже достигнув пенсионного возраста, — участковым лесоводом Ткварчельского лесничества.
Проживал в селе Ткварчели. Скончался 19 января 1985 года.

## Награды
- Золотая медаль «Серп и Молот» (03.05.1949)[2]
- орден Ленина (03.05.1949)[3]
- Медаль «За трудовую доблесть»
- Медаль «В ознаменование 100-летия со дня рождения Владимира Ильича Ленина»
- Медаль «За доблестный труд в Великой Отечественной войне 1941—1945 гг.»
- Медаль «Ветеран труда»
- медали Выставки достижений народного хозяйства (ВДНХ)
- и другими